# Masakiyo Maezono
Masakiyo Maezono (jap. 前園 真聖, Maezono Masakiyo; * 29. Oktober 1973 in Tōgō (heute: Satsumasendai), Präfektur Kagoshima) ist ein ehemaliger japanischer Fußballspieler.

## Nationalmannschaft
1994 debütierte Maezono für die japanische Fußballnationalmannschaft. Maezono bestritt 19 Länderspiele und erzielte dabei vier Tore. Mit der japanischen Nationalmannschaft qualifizierte er sich erfolgreich für die Olympischen Spiele 1996.
Aktuell arbeitet Maezono als Sportjournalist.

## Auszeichnungen
- J. League Best Eleven: 1996